# Cantó de Mundolsheim
El cantó de Mundolsheim (alsacià Kanton Mundelse) és una antiga divisió administrativa francesa que estava situada al departament del Baix Rin i a la regió del Gran Est.
Va desaparèixer al 2015 i el seu territori es va dividir entre el cantó de Hœnheim, el cantó de Lingolsheim i el cantó de Bouxwiller.

## Composició
El cantó de Mundolsheim aplegava 14 comunes :
| Nom alsacià                 | Nom francès        | Nom alemany        |
| Àchene                      | Achenheim          | Achenheim          |
| Eckelse                     | Eckbolsheim        | Eckbolsheim        |
| Hàngebiete / Biete          | Hangenbieten       | Hangenbieten       |
| Ittene                      | Ittenheim          | Ittenheim          |
| Làmperte                    | Lampertheim        | Lampertheim        |
| Mundelse                    | Mundolsheim        | Mundolsheim        |
| Míttelhüsbarje              | Mittelhausbergen   | Mittelhausbergen   |
| Níderhüsbarje               | Niederhausbergen   | Niederhausbergen   |
| Owerhüsbàrje / Ewerhüsbàrje | Oberhausbergen     | Oberhausbergen     |
| Schafelse                   | Oberschaeffolsheim | Oberschäffolsheim  |
| Richstett                   | Reichstett         | Reichstett         |
| Süffelwirsche               | Souffelweyersheim  | Suffelweyersheim   |
| Wickersche                  | Breuschwickersheim | Breuschwickersheim |
| Wolfze                      | Wolfisheim         | Wolfisheim         |

## Història
| Data d'elecció | Identitat      | Partit | Qualitat |
| -------------- | -------------- | ------ | -------- |
| 2004-          | André Lobstein | UMP    |          |